# چارلز ئی. تاونزند
چارلز ئی. تاونزند (به انگلیسی: Charles E. Townsend) سناتور سابق عضو حزب جمهوری‌خواه ایالات متحده آمریکا بود. وی در سال ۱۹۱۱ تا ۱۹۲۳ میلادی سناتور ایالت میشیگان در سنای ایالات متحده آمریکا بود.